# Perirhoe
Perirhoe é um gênero de gastrópodes pertencente a família Terebridae.

## Espécies
- Perirhoe circumcincta (Deshayes, 1857)[2]
- Perirhoe valentinae (Aubry, 1999)[3]

Espécies trazidas para a sinonímia
- Subgênero Perirhoe (Dimidacus) Iredale, 1929: sinônimo de Terebra Bruguière, 1789
- Perirhoe cerithina (Lamarck, 1822):[4] sinônimo de Oxymeris cerithina (Lamarck, 1822)
- Perirhoe eburnea (Hinds, 1844):[5] sinônimo de Myurella eburnea (Hinds, 1844)
- Perirhoe exulta Iredale, 1931: sinônimo de Terebra punctatostriata Gray, 1834
- Perirhoe melamans Iredale, 1929: sinônimo de Terebra cingulifera Lamarck, 1822